# Francisco Duarte Lima
Francisco Duarte Lima (Pilões, atual Serraria, Paraíba, 23 de setembro de 1892 – 24 de março de 1945) foi um advogado, jornalista e político brasileiro.
Filho de Francisco Duarte Santos e Josefa Duarte Correia Lima.
Filiado ao Partido Progressista da Paraíba, foi eleito constituinte estadual em 1934. Com a renúncia de José Américo de Almeida ao senado em 1935, foi eleito senador pela Paraíba nas eleições gerais no Brasil em 1935, exercendo o mandato de 28 de abril de 1936 a 10 de novembro de 1937. Foi nomeado depois procurador-geral do estado de Pernambuco, cargo que exerceu até morrer.